# Lakadou

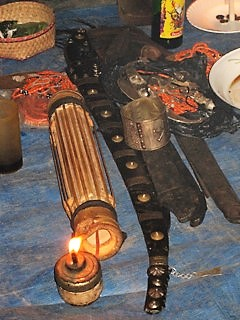
Lakadou neben Kerze und Schwert

Lakadou ist eine mehrsaitige idiochorde Vollröhrenzither aus Bambus in Osttimor, die ursprünglich von der Ethnie der Mambai verwendet wurde. 
Die Lakadou besteht aus einem an beiden Enden geschlossenen Bambusabschnitt (Internodium) mit einem großen Schallloch in der Mitte. Idiochord bedeutet, dass die Saiten aus demselben Material bestehen wie der Resonanzkörper. Die aus der oberen Schicht der Bambusröhre als schmale Streifen herausgeschnittenen Saiten werden durch an beiden Enden untergeschobene kleine Stege auf Abstand gehalten. Die Saiten werden mit zwei dünnen Stöckchen geschlagen oder mit einem Plektrum aus Bambus oder Kokosnussschale in der Hand angeschlagen (entsprechend dem strumming bei der Gitarre).